# 구 벨기에 영사관
구벨기에영사관(舊벨기에領事館)은 대한민국 서울특별시 관악구에 위치한 건물로 대한제국 주재 벨기에 영사관으로 썼던 건물이다. 2004년부터 서울시립미술관 남서울분관으로 사용중이다.

## 역사
대한제국과 벨기에 사이의 한백수호통상조약이 1901년 10월 17일 체결되고 전권위원 레옹 뱅카르(Leon Vincart)가 총영사가 되어 외교업무를 시작했다. 뱅카르는 한옥 밀집 지역인 중구 회현동에 영사관 신축부지를 마련하고 영사관 건축에 착수했다. 이는 지금의 우리은행 본점 자리이다.
이중화의 경성기략에 의하면 1902년 6월에 건축에 착수했다고 쓰여 있으나, 건물의 머릿돌에는 영사관 착공년도는 1903년이고 준공년도는 1905년으로 되어 있다. 건물의 규모는 지하 1층, 지상 2층, 연면적 1,500.83m2이었다.
시공자는 호쿠리쿠 토목회사, 공사 감독관은 니시무라였다. 설계자는 일본인 고다마로 알려져 있었지만, 2015년 안창모는 고다마가 건축기사라는 연구를 발표했다.건설공사는 일본인들에 의하여 이루어졌는데, 러일전쟁으로 공사기간이 조금 길어진 것으로 추정된다.
1919년 영사관을 충무로로 옮긴 다음, 요꼬하마 생명보험회사 사옥으로 쓰이다가, 다시 일본 해군성 무관부 관저로 이용되었다. 광복 후에는 해군헌병대에서 사용하였다. 1970년 상업은행(현 우리은행)이 사용하다가 은행측에서 그 자리에 건물을 짓기 위하여, 1983년 회현동에 있던 공사관 건물을 서울특별시 관악구의 남부순환도로변에 있는 지금의 자리로 옮겨지었다.
2004년 5월 우리은행이 서울특별시에 무상 임대하여 공공미술관으로 새롭게 꾸며 시민을 위한 문화공간으로 조성, 2004년 9월 서울시립미술관 남서울 분관으로 사용하게 되었다.